# Ornithidium haemathodes
Ornithidium haemathodes là một loài thực vật có hoa trong họ Lan. Loài này được (Garay) M.A.Blanco & Ojeda mô tả khoa học đầu tiên năm 2007.